# قاعدة التقدم الجوية

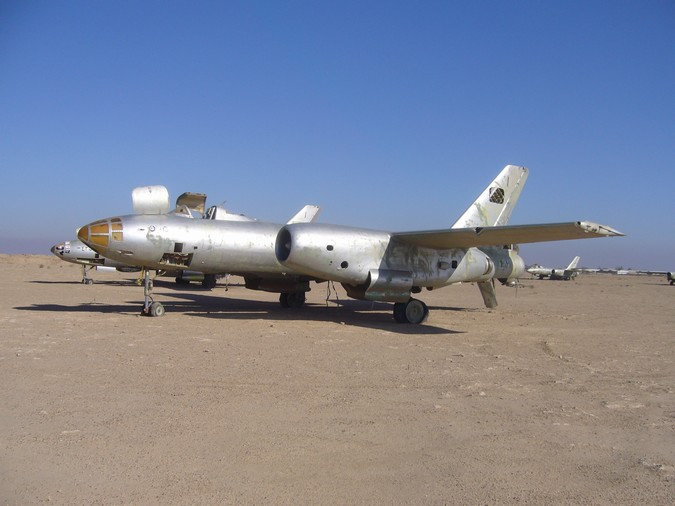
طائرة من طراز Il-28 "Beagle" من النظام السابق لصدام حسين في قاعدة التقدم الجوية، العراق

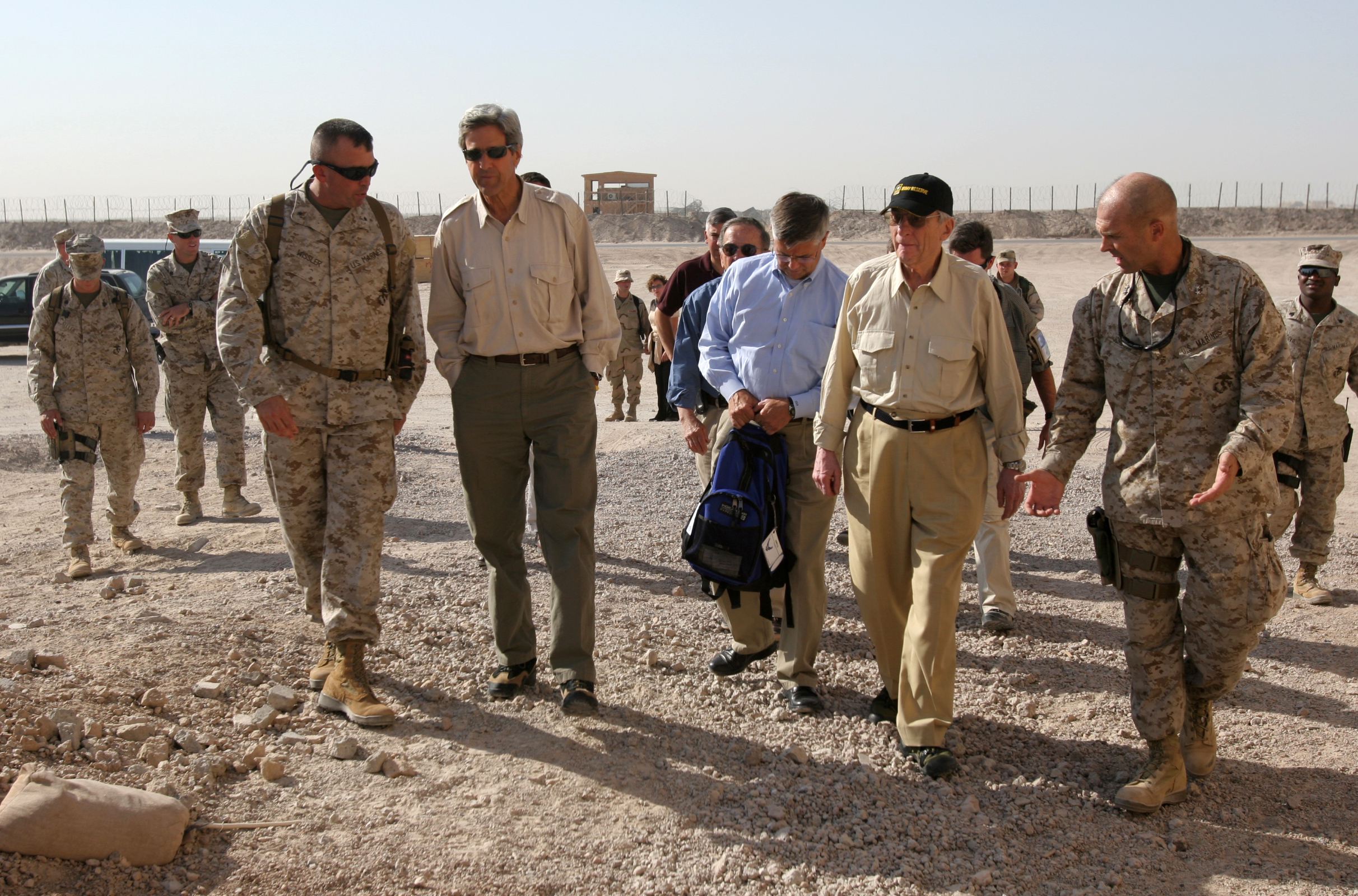
أعضاء مجلس الشيوخ الأمريكي جون كيري من ولاية ماساتشوستس، وتيد ستيفنز من ألاسكا، وجون وارنر من فيرجينيا في قاعدة التقدم الجوية

قاعدة التقدم الجوية، (إياتا: TQD، إيكاو: ORAT)، هي قاعدة جوية تقع في وسط العراق، على بعد حوالي 74 كيلومترًا غرب بغداد، في مدينة الحبانية. يخدم في المطار مدرجان طولهما 13,000 و 12,000 قدم (3,700 م). سُميت بهذا الاسم في عام 2004 بعدما كان اسمها قاعدة تموز الجوية.
تم بناء القاعدة الجوية في الأصل من قبل سلاح الجو الملكي البريطاني (RAF) في عام 1952، حيث كان مدرجها غير مناسب للمدى الطويل والطائرات النفاثة الأكبر. طور العراقيون لاحقًا المدرج الأصلي وأضافوا مدرج مواز. كانت بعض مباني سلاح الجو الملكي البريطاني التي تُعرف باسم أكواخ نيسن لا تزال قائمة في عام 2003.

## التاريخ

### استخدام القوات الجوية العراقية
عُرفت قاعدة التقدم الجوية باسم «قاعدة تموز الجوية» (تموز هو الشهر البابلي الذي تولى فيه حزب البعث السلطة في العراق)، واستخدمتها وحدات وأسراب مختلفة من القوات الجوية العراقية.
تم قصف القاعدة الجوية في عملية كامان 99، في اليوم التالي لبدء الحرب الإيرانية العراقية.
الوحدات والأسراب الموجودة قبل 2003:
- السرب الرابع عشر ميكويان جورفيتش ميج 21
- السرب 73 ميكويان جورفيتش ميج 23
- السرب السادس ميكويان جورفيتش ميج 29
- السرب الخامس Sukhoi Su-22
- السرب 105 Sukhoi Su-25s
- السرب 109 Sukhoi Su-25s

عُثر على 51 طائرة مختلفة تابعة للقوات الجوية العراقية مخبأة بالقرب من التقدم من قبل الخدمة الجوية الأسترالية الخاصة. على الرغم من أنه لا يُعرف سوى القليل من التفاصيل حول هذه الطائرات، فقد أفادت مصادر عسكرية أمريكية وبريطانية أن هذه الطائرات الـ 51 تضمنت ثلاث طائرات من طراز MiG-25 (بما في ذلك طائرة واحدة من طراز MiG-25PU بمقعدين) وطائرة Su-25K و Su-7U و MiG. -29، عدة طائرات من طراز F-7Bs و Su-22UM-3K، بالإضافة إلى وسيلة نقل واحدة من طراز Ilushin Il-76.
كما عثرت القوات الأمريكية على هياكل خمس قاذفات قنابل توبوليف تو-22 العراقية المتبقية.

### حرب العراق من عام 2003
كانت القاعدة الجوية العراقية مهجورة منذ فترة طويلة عندما احتلتها القوات الأمريكية في مارس 2003. بدأ الجيش الأمريكي في الإشارة إلى القاعدة على أنها قاعدة العمليات الأمامية، وكانت الكتيبة الأمريكية الأولى التي احتلت القاعدة هي كتيبة دعم الفيلق 142. كانت المهمة الأساسية للفرقة 142 هي توفير الدعم اللوجستي لوحدات الجيش القريبة غير التابعة للفرقة، ومهام حراسة منطقة تخزين الذخيرة العراقية المحلية التي زودت ذات مرة بمتطلبات الذخيرة للقاعدة الجوية العراقية.

#### قائمة وحدات مشاة البحرية منذ عام 2004
- الوحدة الخاصة لقيادة أنظمة مشاة البحرية (MCSC).[1]
- 8 كتيبة دعم المهندسين بين 2005 و 2006 (مشاة البحرية الأمريكية - كامب ليجون)[2]
- سرب طائرات الهليكوبتر البحرية المتوسطة (HMM-263) يوليو 2004 - فبراير 2005
- سرب طائرات الهليكوبتر البحرية المتوسطة (HMM-364) فبراير 2005 - سبتمبر 2005
- HMM-268 خلال عام 2006.[3]
- HMM-161 من فبراير إلى سبتمبر 2007.[4]
- HMM-161 من سبتمبر 2008 إلى أبريل 2009.
- سرب طائرات الهليكوبتر الهجومية البحرية 775 (HMLA-775) خلال عام 2004[5]
- أسراب غير معروفة بين عامي 2004 و 2005.
- HMLA-369 من 2005 حتى أبريل 2006.
- HMLA-169 حتى أكتوبر 2006.[6]
- HMLA-367 من أكتوبر 2006 إلى مايو 2007
- HMLA-369 من أبريل 2007 إلى نوفمبر 2007[7]
- سرب غير معروف بين نوفمبر 2007 وأكتوبر 2008.
- HMLA-369 من أكتوبر 2008 إلى مايو 2009
- المركبات الجوية البحرية بدون طيار السرب 2 (VMU-2) خلال عام 2007.[8]
- سرب دعم الجناح البحري 373 (MWSS 373) أغسطس 2004، سبتمبر 2006 إلى مارس 2007 وسبتمبر 2008 إلى أبريل 2009.[9]
- MWSS 374 2004،  مارس 2006[10] و 2008. [ بحاجة لمصدر ][ بحاجة لمصدر ]
- MWSS 371 بين فبراير 2005 وسبتمبر 2005.[11]
- MWSS-274 بين عامي 2007 و 2008.
- MWSS-272 بين عامي 2007 و 2008.
- VMU-1 بين عامي 2005 و 2009.
- سرب لوجستيات الطيران البحري 16 (MALS-16)، مفرزة أ من مارس 2006.
- MALS-29، المفرزة أ خلال عام 2007.[12]
- سرب المراقبة الجوية البحرية 2 (MACS-2)، مفرزة A من يوليو 2006 حتى أغسطس 2007.[13]

## الاستخدام الحالي
تُعد القاعدة اليوم مقر الفرقة العاشرة للجيش العراقي ومركز قيادة عمليات الأنبار. منذ عام 2016، كان يُطلق على جزء من القاعدة اسم قاعدة مانيون حيث توجد التعزيزات من فرقة العمل الخاصة بالبحرية البحرية الجوية ذات الأغراض الخاصة في الولايات المتحدة، بالإضافة إلى الجنود الأمريكيين مع قسم المشاة الأولى، وطيارون من القيادة المركزية للقوات الجوية الأمريكية، وأعضاء من القوات المسلحة الأسترالية والإيطالية، ودعم طبي من الفريق الجراحي 772 الأمامي، ومستشفى الدعم القتالي 115، ورجال البحرية الأمريكية.
في 5 أبريل 2020، سلمت قوة المهام المشتركة – عملية العزم الصلب بقيادة الولايات المتحدة القاعدة إلى قوات الأمن العراقية من قبل آخر قائد للقوة، العقيد سكوت مايفيلد.

## وصلات خارجية
- قاعدة التقدم الجوية من Globalsecurity.org
- Airport information for ORAT at World Aero Data. Data current as of October 2006.
- «نبش جثث القوات الجوية العراقية» - مقال حول الكشف عن 30 إلى 40 طائرة تابعة للقوات الجوية العراقية مدفونة في قاعدة التقدم الجوية.